# Tabú (joc de taula)

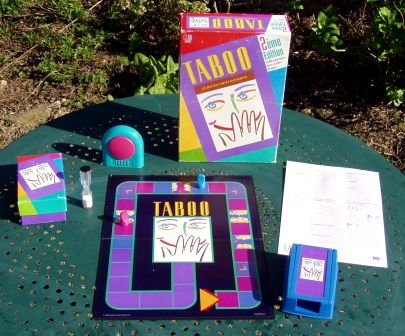
Imatge del joc

El tabú és un joc de taula de la casa Hasbro creat el 1989 on dos equips competeixen per arribar abans a la meta després d'endevinar les paraules contingudes en una sèrie de cartes. En torns alterns, una persona de cada equip es dirigeix als seus companys i intenta definir la paraula d'una targeta perquè els altres l'endevinin. La dificultat radica en el fet que no pot usar determinats mots tabú (d'on ve el títol del joc), prohibits, que podrien facilitar en excés la tasca.
Mentre duri el temps del torn, el jugador que defineix pot anar explicant paraules i els seus companys endevinant-les sense límit de respostes fallides. Però si es pronuncia una de les paraules tabú, el torn finalitza automàticament. No es poden usar gestos o ajudes similars per transmetre les paraules, només utilitzar el llenguatge.
Determinades caselles augmenten la dificultat, exigint tres paraules per avançar o podent només definir a un membre de l'equip. És un joc de paraules on es posa a prova el vocabulari dels participants, per això ha estat usat amb fins educatius. L'èxit del joc ha propiciat que apareguin ampliacions (amb més paraules per definir), versions temàtiques i fins i tot una adaptació en forma de concurs de televisió.